# Nuova Zelanda ai Giochi della XIX Olimpiade
La Nuova Zelanda partecipò ai Giochi della XIX Olimpiade che si sono svolti a Città del Messico dal 12 al 27 ottobre 1968, con una delegazione di 52 atleti impegnati in 8 discipline per un totale di 26 competizioni. Portabandiera fu il sollevatore di pesi Don Oliver, alla sua terza Olimpiade.
Il bottino della squadra fu di una medaglia d'oro e due di bronzo.

## Medagliere

### Per discipline
| Sport            | Oro | Argento | Bronzo | Totale |
| ---------------- | --- | ------- | ------ | ------ |
| Canottaggio      | 1   | 0       | 0      | 1      |
| Atletica leggera | 0   | 0       | 1      | 1      |
| Tiro             | 0   | 0       | 1      | 1      |
| Totale           | 1   | 0       | 2      | 3      |

### Medaglie
| Medaglia | Atleta                                                                  | Sport            | Evento                    |
| -------- | ----------------------------------------------------------------------- | ---------------- | ------------------------- |
| Oro      | Richard Joyce Dudley Storey Ross Collinge Warren Cole Tim. Simon Dickie | Canottaggio      | Quattro con maschile      |
| Bronzo   | Mike Ryan                                                               | Atletica leggera | Maratona                  |
| Bronzo   | Ian Ballinger                                                           | Tiro             | Carabina 50 metri a terra |